# Jazmine Sullivan
Jazmine Marie Sullivan (Filadelfia, 9 aprile 1987) è una cantautrice statunitense.
Scoperta dalla rapper Missy Elliott, nel 2008 pubblica l'album in studio di debutto Fearless, trainato dal singolo Need U Bad, che ha raggiunto la posizione numero uno della classifica statunitense di genere R&B/hip-hop, ottenendo grazie al progetto cinque candidature ai Grammy Awards, tra cui quella nella categoria di miglior artista esordiente. Successivamente ha pubblicato gli album Love Me Back (2010) e Reality Show (2015), ottenendo un discreto successo commerciale negli Stati Uniti e ricevendo diverse altre candidature ai premi Grammy. Nel 2022 ritorna sulla scene con il quarto album Heaux Tales, contenente i singoli Girl like Me, con H.E.R., e Pick Up Your Feelings. Quest'ultimo ha vinto il Grammy Awards alla miglior interpretazione R&B, mentre il progetto discografico è stato premiato come miglior album R&B.
Nel corso della carriera Sullivan ha collaborato con artisti del panorama soul/R&B e hip-hop, quali Missy Elliott, Mary J. Blige, Fantasia, Eminem e Frank Ocean ed ha vinto due Soul Train Music Award, tre NAACP Image Award, due BET Awards, venendo inoltre insignita del Rising Star Award ai Billboard Women in Music Awards nel 2010. Nel 2022 la rivista Time inserisce la cantante tra le cento persone più influenti al mondo, mentre l'anno seguente Rolling Stone la definisce la 182ª miglior interprete vocale di tutti i tempi.

## Biografia

### Infanzia ed esordi
Nata e cresciuta a Filadelfia in Pennsylvania, fin da bambina si appassiona al canto, inizia a cantare nei cori, affiancata dalla madre, un ex cantante della Philadelphia International Records. Grazie ad un concorso per bambini indetto da McDonald's, riesce ad esibirsi nello show televisivo It's Showtime at the Apollo, all'età di 13 anni canta assieme a Stevie Wonder, al compleanno di suo nipote. Nel 2003, all'età di 15 anni firma un contratto con la Jive Records, ma il suo album di debutto non verrà mai pubblicato ed in seguito verrà estromessa dall'etichetta. Sullivan incide dei cori per artisti come Missy Elliott e scrive musica per artisti come Christina Milian. Nel 2005 si diploma alla "Philadelphia High School for the Creative and Performing Arts", dove studia principalmente canto affinando la propria voce.

### Fearless(2008-2009)
Il suo album di debutto, Fearless, viene pubblicato il 28 settembre 2008 via J Records. L'album è realizzato sotto il patrocinio della rapper connazionale Missy Elliott, che ha sostenuto la carriera della cantante producendo parte del progetto. Il primo singolo estratto è stato Need U Bad: esso si è rivelato un grande successo, avendo raggiunto la numero uno della classifica di Billboard destinata ai brani R&B/hip-hop e la top 40 della generalista Billboard Hot 100. Successivamente dall'album viene estratto il secondo singolo Bust Your Windows, che eguaglia il successo del precedente, entrando nella top 5 della classifica R&B e dando alla cantante la sua seconda top 40 consecutiva nella Hot 100. Nel novembre 2008 l'album ha guadagnato cinque candidature ai Grammy Awards 2009, tra cui quella di miglior artista esordiente e miglior canzone R&B per Bust Your Windows. Nello stesso periodo in cui si è tenuta la cerimonia di premiazione, in cui Jazmine non ha vinto tuttavia alcun premio, nel febbraio 2009 viene distribuito il terzo singolo dall'album, Lions, Tigers & Bears, che raggiunge la top10 della classifica R&B. Sullivan figura anche tra gli autori del brano I'm His Only Woman, scritto per Jennifer Hudson e incluso nell'album di debutto di lei, intitolato semplicemente Jennifer Hudson.

### Love Me BackeReality Show(2009-2019)

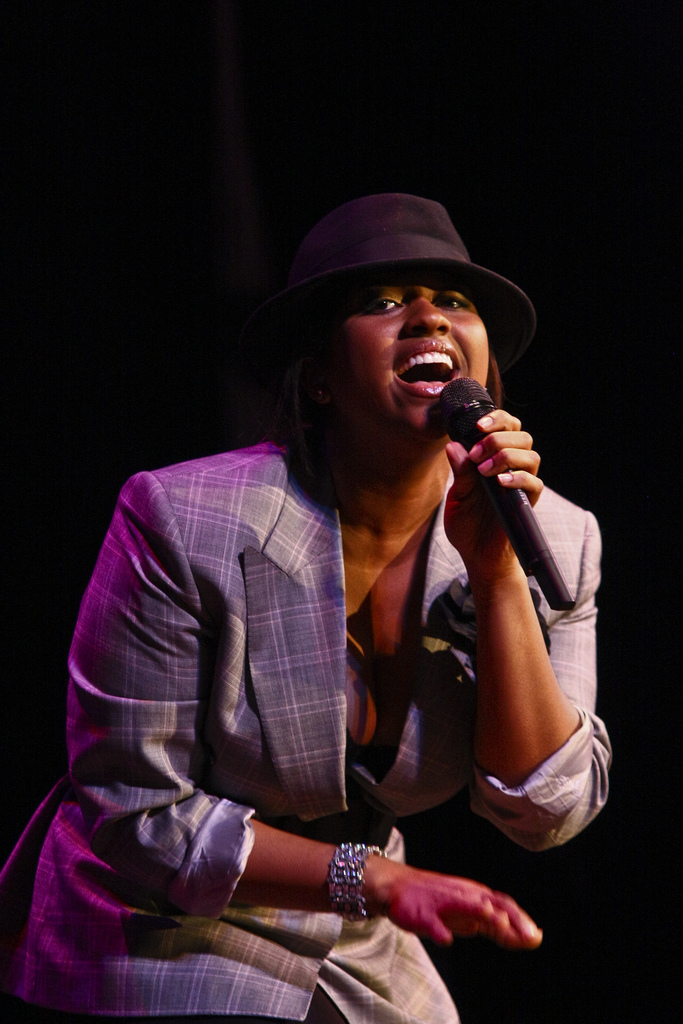
Jazmine Sullivan nel 2009

Nel 2009 inizia a lavorare al suo secondo album di inediti Love Me Back, collaborando nuovamente con Missy Elliott per la produzione nonché con altri colleghi del calibro di Ne-Yo e Salaam Remi. L'album viene pubblicato nel giugno 2010 e registra un debutto di 52 000 copie vendute nel mercato statunitense. Nel 2010 Sullivan viene premiata come miglior stella emergente durante i Billboard Women in Music, mentre nel 2011 ottiene un'altra nomination ai Grammy. Sempre nel 2011 annuncia una pausa prolungata dal mondo della musica.
Tale pausa si interrompe nel 2014, quando annuncia l'imminente pubblicazione del suo terzo album Reality Show, un progetto ispirato proprio dalla visione dei reality show e dall'ispirazione che questa tipologia di programmi televisivi le ha permesso di ottenere. Pubblicato nel 2015, l'album raggiunge la vetta della classifica R&B di Billboard e ottiene un'ottima accoglienza da parte della critica. Negli anni prende parte al visual album di Frank Ocean Endless, scrive quattro canzoni per l'album di Mary J. Blige Strength of a Woman, contribuisce alla colonna sonora della seconda stagione della serie TV Insecure con l'omonimo brano in collaborazione di Bryson Tiller e realizza una cover del brano natalizio Joyful, Joyful insieme ai Pentatonix.

### Heaux Tales(2020-presente)
Nell'agosto 2020, a cinque anni di distanza dal precedente album, Sullivan torna sulle scene musicali con il singolo Lost One. Nel gennaio 2021 viene pubblicato il quarto album Heaux Tales, che raggiunge la vetta della classifica R&B di Billboard e la numero quattro nella Billboard 200: si tratta del miglior piazzamento di Sullivan in quest'ultima classifica. L'album vince inoltre alcuni prestigiosi premi, tra cui il Grammy Award al miglior album R&B e il BET Award nella medesima categoria; il singolo Pick Up Your Feeling si aggiudica inoltre il Grammy Award alla miglior interpretazione R&B. Il 7 febbraio 2021 si esibisce sulle note dell'inno nazionale statunitense insieme a Eric Church durante l'annuale Super Bowl.

## Stile e influenze musicali
L'estensione vocale di Jazmine Sullivan viene catalogata come mezzosoprano. Venendo considerata un'esponente della musica R&B, i critici hanno sottolineato come Sullivan sia in grado di passare con naturalezza da sonorità «vecchio stile» a suoni moderni e futuristici. Parlando del suo stile di scrittura, l'artista afferma che la sua musica si ispira sempre ad eventi che le sono accaduti nel corso della sua vita ed a sensazioni che ha effettivamente provato.

## Discografia
- 2008 – Fearless
- 2010 – Love Me Back
- 2015 – Reality Show
- 2021 – Heaux Tales

## Premi e riconoscimenti
- Grammy Awards[5]
  - 2009 – Candidatura al miglior artista esordiente
  - 2009– Candidatura alla miglior interpretazione R&B femminile per Need U Bad
  - 2009 – Candidatura alla miglior canzone R&B per Bust Your Windows
  - 2009 – Candidatura alla miglior interpretazione R&B tradizionale I'm In Love With Another Man
  - 2009 – Candidatura al miglior album R&B Contemporary per Fearless
  - 2010 – Candidatura alla miglior interpretazione R&B femminile per Lions, Tigers & Bears
  - 2010 – Candidatura alla miglior canzone R&B per Lions, Tigers & Bears
  - 2011 – Candidatura alla miglior interpretazione R&B femminile per Holding You Down (Goin' in Circles)
  - 2016 – Candidatura alla miglior canzone R&B per Let It Burn
  - 2016 – Candidatura alla miglior interpretazione R&B tradizionale per Let It Burn
  - 2016 – Candidatura al miglior album R&B per Reality Show
  - 2020 – Candidatura alla miglior interpretazione R&B tradizionale per Built for Love
  - 2022 – Miglior interpretazione R&B per Pick Up Your Feelings
  - 2022 – Candidatura alla miglior canzone R&B per Pick Up Your Feelings
  - 2022 – Miglior album R&B per Heaux Tales
- American Music Awards
  - 2021 – Candidatura alla miglior artista soul/R&B femminile[33]
  - 2021 – Candidatura al miglior album soul/R&B per Heaux Tales[33]
  - 2021 – Candidatura alla migliore canzone soul/R&B per Pick Up Your Feelings[33]
- BET Awards
  - 2009 – Candidatura al miglior artista esordiente[34]
  - 2009 – Candidatura alla miglior artista R&B femminile[34]
  - 2009 – BET Her Award[34]
  - 2015 – Candidatura al premio Centric per Dumb[35]
  - 2021 – Candidatura alla miglior artista R&B femminile[36]
  - 2021 – Album dell'anno per Heaux Tales[36]
- NAACP Image Awards
  - 2009 – Candidatura al miglior artista esordiente[37]
  - 2016 – Candidatura alla miglior artista femminile[38]
  - 2016 – Candidatura alla miglior canzone per Let It Burn[38]
  - 2018 – Candidatura alla miglior canzone per Insecure[39]
  - 2021 – Candidatura alla miglior artista femminile[40]
  - 2022 – Miglior artista femminile[11]
  - 2022 – Miglior album per Heaux Tales[11]
  - 2022 – Candidatura alla miglior collaborazione tradizionale per Girl like Me (con H.E.R.)[11]
  - 2022 – Miglior canzone Soul/R&B per Pick Up Your Feelings[11]